# Acomys ignitus
Acomys ignitus es una especie de roedor de la familia Muridae,comúnmente conocido como el ratón espinoso de fuego por su distintivo pelaje espinoso y su llamativa coloración.

## Características
Los adultos suelen alcanzar longitudes de 10 a 12 cm (3,9 a 4,7 pulgadas) y pesar entre 20 y 50 gramos (0,7 a 1,8 oz).Tienen un pelaje distintivo de espinas, a menudo de color marrón rojizo con manchas blancas en la cara, la garganta y la parte inferior. Su pelaje espinoso les sirve como mecanismo de defensa, dificultando que los depredadores los agarren.

## Distribución geográfica
Se encuentra en Kenia, Somalia y Tanzania.

## Hábitat
Su hábitat natural son: Sabanas zonas áridas y rocosas.